# Hydriomena meridianata
Hydriomena meridianata là một loài bướm đêm trong họ Geometridae.